# Cloudbleed
A Cloudbleed (más néven CloudLeak vagy CloudFlare Bug) egy biztonsági rés, amelyet 2017. február 17-én fedeztek fel és a Cloudflare fordított proxy-jait érintette. Egy programozói hiba miatt az úgynevezett edge szerverek túlléptek a puffer határain, és olyan memória blokkokkal tértek vissza, amelyek privát információkat is tartalmazhattak (pl. sütik, HTTP kérések törzse, jelszavak, és egyéb érzékeny adatok). Ezen adatok némelyikét a különböző keresőszolgáltatók – normál működésükből adódóan – gyorsítótárazták is.

## Felfedezése
A hibát Tavis Ormandy, a Google Project Zero csapat tagja vette észre. A hibát a Google jelentette a CloudFlare-nek, magyar idő szerint 2017. február 18-án nem sokkal éjfél után. Ormandy elmondása szerint egy próbatámadás során sikerült egy CloudFlare szervert arra bírnia, hogy társkereső oldalak privát üzeneteit, chat szolgáltatások üzeneteit, online jelszó-nyilvántartó szolgáltatások adatait, valamint szobafoglalási információkat adjon vissza.

## Hasonlóságok a Heartbleed-del
A Cloudbleed számos ponton hasonlóságot mutat a Heartbleed nevű, 2014-ben felfedezett biztonsági hibával, ami illetékteleneknek engedélyezett hozzáférést a webszervereken futó programok memóriaterületéhez. A probléma mérete a két biztonsági rés esetén közel azonos, hiszen olyan biztonsági és tartalom kiszolgáló szolgáltatásokat érintenek, amiket közel 2 millió weboldal használ.
Tavis Ormandy lehetett az első, aki párhuzamot vont a két sebezhetőség között, ő jelentésében úgy fogalmazott: „Minden csepp erőmre szükségem van ahhoz, hogy ne hívjam a hibát 'Cloudbleed'-nek.”

## Reakciók

### CloudFlare
2017. február 23-án a CloudFlare blogbejegyzésben tájékoztatta a nyilvánosságot a biztonsági rés komolyságáról:
„A hiba komoly, mert a kiszivárgott adatok között lehetnek privát információk, és ezt gyorsítótárazták a keresőszolgáltatások. Nem találtunk bizonyítékot a hiba rossz indulatú kihasználására, vagy egyéb jelentéseket ennek létezésére. A hiba legsúlyosabb időszaka február 13. és február 18. között volt, ekkor 3 300 000 HTTP kérésből 1 végződött potenciálisan memória szivárgással (ez körülbelül a kérések 0,00003 %-a).”

## Felhasználói teendők
Számos hírügynökség azt javasolta a CloudFlare szolgáltatásait használó weboldalak felhasználóinak, hogy cseréljék le a jelszavaikat, mert megvan a kockázata, hogy azok is kiszivárogtak. A probléma kihatott a mobil alkalmazások használóinak privát adataira is, hiszen a webböngészőkkel szinte megegyező módon folytatnak adatcserét az interneten.

## Fordítás
- Ez a szócikk részben vagy egészben  a   Cloudbleed című angol Wikipédia-szócikk ezen változatának fordításán alapul.  Az eredeti cikk szerkesztőit annak laptörténete sorolja fel. Ez a jelzés csupán a megfogalmazás eredetét és a szerzői jogokat jelzi, nem szolgál a cikkben szereplő információk forrásmegjelöléseként.